# Historia de Papúa Nueva Guinea

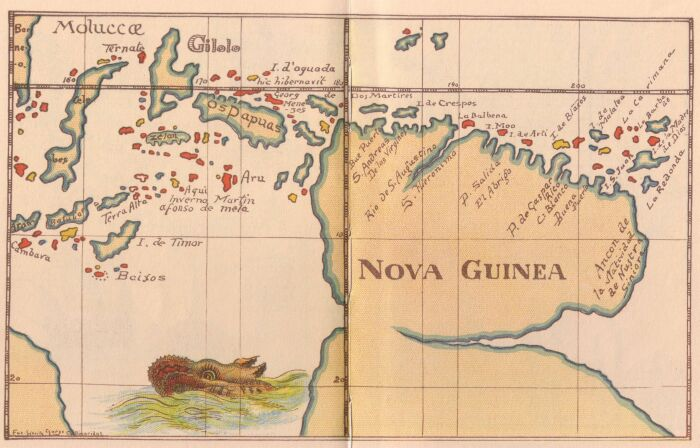
Mapa portugués de Nova Guinea, c. 1600.

Se han encontrado restos arqueológicos en Papúa Nueva Guinea que datan del 60 000 años a. C.
Estos primeros habitantes probablemente provenían del sudeste de Asia y establecieron una cultura basada en la agricultura.
Apenas se tienen más datos hasta que los europeos arribaron a estas islas en el siglo XIX. Los primeros europeos conocidos que vieron Nueva Guinea fueron probablemente navegantes portugueses y españoles cruzando el Pacífico Sur en la primera parte del siglo XVI. En 1526-1527, el explorador portugués Jorge de Menezes se topó accidentalmente con la isla principal a la que dio el nombre de «Papua», por una palabra malaya que describe el rizado pelo propio de los melanesios.  El español Yñigo Ortiz de Retez aplicó el término «Nueva Guinea» a la isla en 1545 debido a que los habitantes de las islas se asemejaban a los que se encontraban en la costa Guinea africana.
Aunque los navegantes europeos visitaron las islas y exploraron sus costas a partir de entonces, los investigadores europeos conocieron poco de los habitantes hasta la década de 1870, cuando el antropólogo ruso Nikolái Miklujo-Maklái realizó varias expediciones a Nueva Guinea, pasó varios años viviendo entre tribus nativas, y describió su forma de vida en un tratado exhaustivo.
La parte norte del país pasó a ser alemana a finales del siglo XIX, con el nombre de Nueva Guinea Alemana. En la Primera Guerra Mundial fue ocupada por Australia, que administraba también la parte sur, denominada Papúa, o Nueva Guinea Británica. Los dos territorios combinados se denominaron Territorio de Papúa y Nueva Guinea, simplificado en Papúa Nueva Guinea.
Después de la guerra, la Ley de Papúa y Nueva Guinea de 1949 unificó el Territorio de Papúa y el Territorio de Nueva Guinea como Territorio de Papúa y Nueva Guinea. Sin embargo, a propósito de la ley de nacionalidad australiana, la distinción fue mantenida entre los dos territorios. La ley proporcionó un Consejo Legislativo (establecido en 1951), una organización judicial, un servicio público, y un sistema de gobierno local.
Bajo el gobierno del ministro australiano para Territorios Exteriores Andrew Peacock, el territorio adoptó un autogobierno en 1972 y el 16 de septiembre de 1975, durante el término del gobierno Whitlam en Australia, el Territorio se convirtió en el estado independiente de Papúa Nueva Guinea.

### Primeros habitantes

Regiones de Oceanía: Australasia, Polinesia, Micronesia y Melanesia. Australasia incluye la masa de tierra australiana (incluida Tasmania), Nueva Zelanda y Nueva Guinea.

Los hallazgos arqueológicos indican que los humanos llegaron a Nueva Guinea hace unos 45 000 a 50 000 años, tal como lo demuestran los restos arqueológicos más antiguos de toda Oceanía encontrados en Bobongara, península de Huon, en una época en que Nueva Guinea estaba unida a Australia formando el continente Sahul. Los primeros pobladores proceden del Sureste de Asia durante el último periodo glaciar pleistoceno, cuando el mar estaba más bajo y las distancias entre las islas eran más cortas. Se piensa que viajaron siguiendo puentes terrestres existentes en esa época, aunque se baraja la posibilidad de que fuesen capaces de cruzar cortos tramos marítimos entre islas sin nunca perder la tierra de vista. Los primeros habitantes eran cazadores y recolectores, y tenían habilidad suficiente para fabricar utensilios.
Una segunda ola de migraciones tuvo lugar alrededor de 3500 años a. C., en el Neolítico. Esos pobladores eran navegadores austronesios procedentes del sureste asiático y portadores de una cultura más desarrollada, la cultura lapita. Se instalaron en zonas costeras y cohabitaron en la isla con los descendientes de los primeros habitantes papúes, sin que sus culturas llegasen a fundirse. Dominaban la alfarería y practicaban la pesca y la horticultura al mismo tiempo en que la agricultura se desarrollaba en Mesopotamia y Egipto. Cultivos antiguos —muchos de los cuales eran indígenas— incluían caña de azúcar, bananas del Pacífico, ñame y taro, mientras que el sago y el pandano eran las dos especies de árboles más explotadas por los nativos. Las batatas y los cerdos llegaron allí en épocas más recientes, pero los moluscos y el pescado llevan mucho tiempo en su dieta.
Partiendo de la costa norte de Papúa Nueva Guinea, los lápitas alcanzaron las islas del archipiélago Bismarck desde donde poblaron la Oceanía Cercana y la franja oeste de la Oceanía Lejana.

### Presencia europea

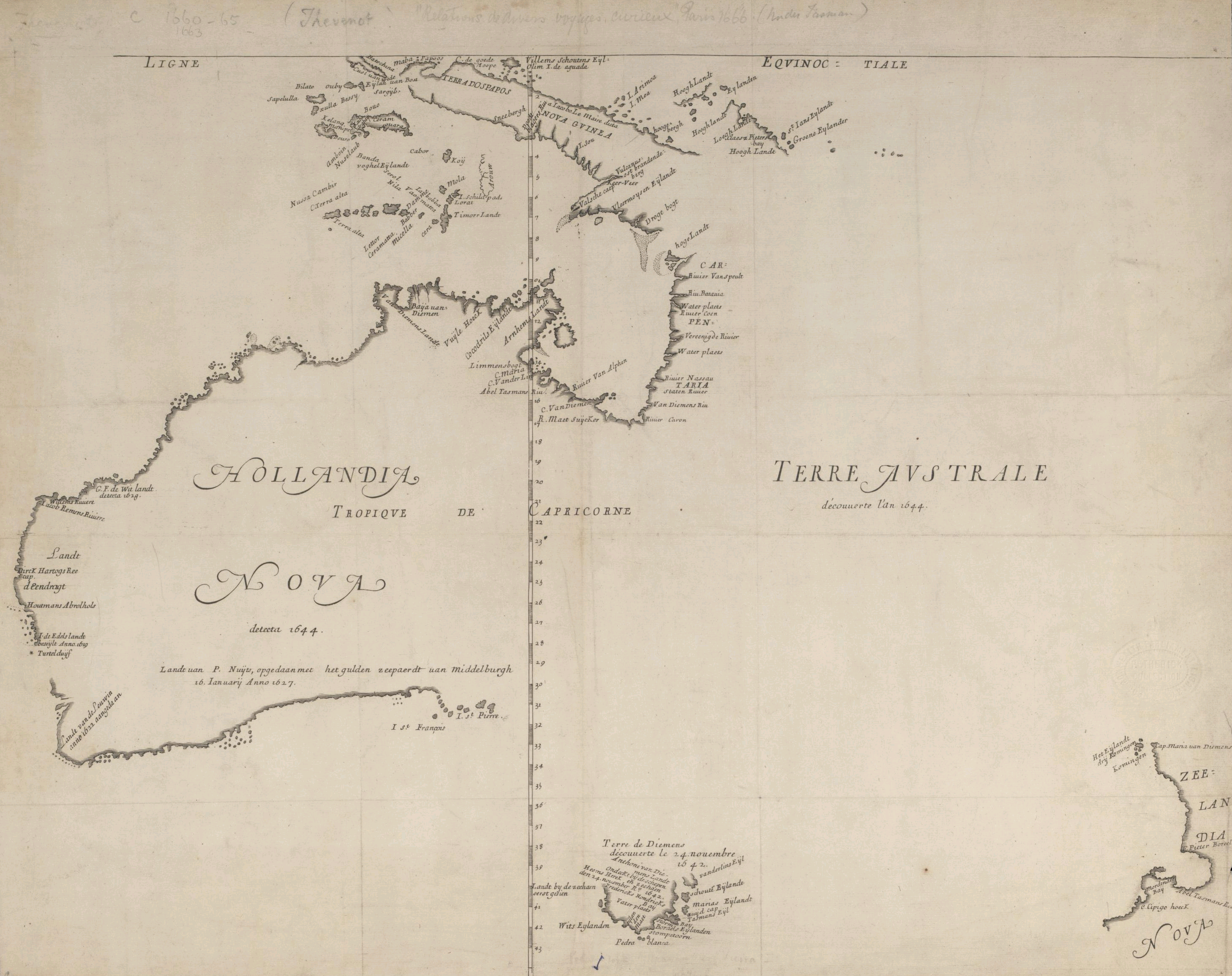
Un mapa típico de la edad de oro de la cartografía neerlandesa. Australasia durante la Edad de Oro de la exploración y el descubrimiento neerlandeses (ca. 1590s–1720s): incluida Nova Guinea (Nueva Guinea), Nueva Holanda (Australia continental), Tierra de Van Diemen (Tasmania) y Nova Zeelandia (Nueva Zelanda).

Cuando los primeros exploradores europeos llegaron a Nueva Guinea, los habitantes de esta y otras islas vecinas tenían un sistema de agricultura productivo en el que aún se utilizaban herramientas de hueso, de madera y de piedra. Comerciaron con los isleños a lo largo de la costa principalmente con productos cerámicos, adornos de conchas y productos alimentarios básicos. También se adentraron a otras zonas, pues intercambiaron productos del bosque por bienes marinos.
Probablemente fueron los navegantes portugueses y españoles los que avistaron primero Nueva Guinea a principios del siglo XVI. Entre 1526 y 1527, Jorge de Meneses llegó accidentalmente a la isla principal y la llamó Papúa, una palabra malaya que designa el carácter rizado del pelo de los melanesios. En 1545, el español Yñigo Ortiz de Retez añadió el término Nueva Guinea al nombre de la isla al observar un parecido entre los habitantes de la isla y los de la costa de Guinea (África).
Aunque en los siguientes 170 años numerosos navegantes europeos visitaron las islas y exploraron sus costas, no se sabía gran cosa de sus habitantes hasta que a finales del siglo XIX, el antropólogo ruso Nicolai Miklukho-Maklai convivió varios años con las diferentes tribus y describió su modo de vida en un extenso informe. Posteriormente otro antropólogo polaco llamado Bronislaw Malinowski se quedó aislado en la Primera Guerra Mundial en las islas Trobriand estudiando a sus habitantes.

### Periodo colonial

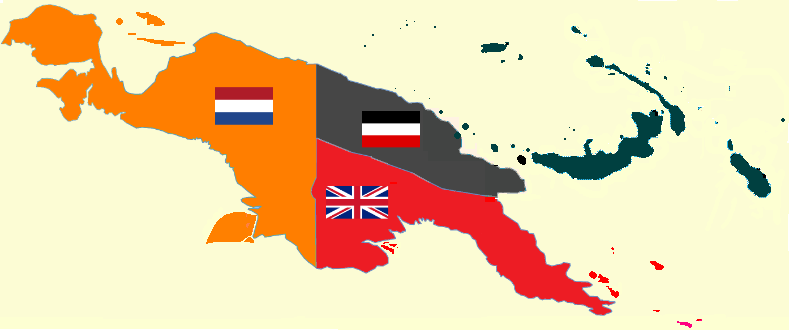
Territorios coloniales de Nueva Guinea 1884-1919: En rojo Nueva Guinea Británica, en gris oscuro Nueva Guinea Alemana y en naranja Nueva Guinea Neerlandesa

Estando la mitad occidental de la isla de Nueva Guinea bajo la administración de los Países Bajos, la parte suroriental fue recién colonizada en 1883 por la colonia británica de Queensland (Australia) contraviniendo los deseos del gobierno británico. Alemania colonizó el cuarto nororiental restante el 3 de noviembre de 1884 llamándolo Kaiser-Wilhelmsland, izando la bandera de la recién fundada Neuguinea-Kompagnie e incluyendo a Nueva Bretaña (rebautizándola archipiélago Bismarck) y a las Islas Salomón Alemanas.
El 6 de noviembre de 1884 se proclama formalmente el protectorado de la Nueva Guinea Británica y el 1 de abril de 1899 el protectorado de la Nueva Guinea Alemana.
La Nueva Guinea Británica fue transferida a la autoridad de la Mancomunidad de Australia en 1902, en base al Acta de Papúa de 1905, y pasa a llamarse Territorio de Papúa y una administración formal australiana comenzó en 1906.
Iniciada la I Guerra Mundial, Australia se hace con la posesión del Kaiser-Wilhelmsland y las islas vecinas en 1914; después del Tratado de Versalles de 1919, Alemania pierde todas sus colonias convirtiéndose en el Territorio de Nueva Guinea dependiente de la Sociedad de Naciones bajo administración australiana hasta 1949.
Papúa fue administrada bajo el Acta de Papúa hasta que fue invadida por los japoneses en 1941, y la administración civil fue suspendida. Durante la guerra, Papúa fue gobernada por una administración militar desde Port Moresby, donde el general Douglas MacArthur ocasionalmente tenía sus cuarteles.

### II Guerra Mundial
Poco después de que empezara la Guerra del Pacífico, la isla de Nueva Guinea fue invadida por los japoneses. Papúa fue la región menos afectada. La mayor parte de Papúa Occidental, en ese tiempo conocida como Nueva Guinea Holandesa, fue ocupada, como lo fueron grandes partes del Territorio de Nueva Guinea (la antigua Nueva Guinea Alemana, que también está bajo mandato australiano desde la Primera Guerra Mundial). Sin embargo, Papúa estaba protegida en gran medida por su localización al sur y por la casi infranqueable cordillera Owen Stanley al norte.
La campaña de Nueva Guinea se abrió con las batallas por Nueva Bretaña y Nueva Irlanda en el Territorio de Nueva Guinea en 1942. Rabaul, la capital del Territorio fue recuperada por los japoneses entre el 22 y 23 de enero y se estableció una importante base militar desde donde los japoneses podían adentrarse al interior de Nueva Guinea, y avanzar hacia Port Moresby y Australia. Tras sus esfuerzos iniciales para capturar Port Moresby por vía marítima, interceptados por la Armada de los Estados Unidos en la batalla del Mar del Coral, los japoneses intentaron una invasión terrestre desde el norte vía el sendero de Kokoda. Desde julio de 1942, una pequeña reserva de batallones australianos, muchos de ellos jóvenes y poco entrenados, se enfrentaron en una acción de retaguardia contra un obstinado avance de los japoneses a lo largo del sendero de Kokoda, en dirección a Port Moresby, en la escarpada cordillera de Owen Stanley. Las milicias, agotadas y gravemente mermadas por las bajas, fueron relevadas a finales de agosto por las tropas regulares de la Segunda Fuerza Imperial Australiana, de regreso de la acción en el teatro Mediterráneo.
A principios de septiembre de 1942 la Armada Imperial Japonesa atacó la estratégica base de la Real Fuerza Aérea Australiana en la bahía de Milne, cerca de la punta oriental de Papúa. Fueron repelidos por el Ejército australiano, y la batalla de la bahía de Milne se recuerda como la primera derrota del Ejército japonés durante la Segunda Guerra Mundial. Las ofensivas en Papúa y Nueva Guinea en 1943-44 fueron la serie de operaciones jamás montadas por las fuerzas armadas australianas. El Comandante Supremo de las operaciones fue el general estadounidense Douglas MacArthur, siendo las operaciones planificadas y realizadas conjuntamente con el general australiano Thomas Blamey desde el cuartel general de las Fuerzas en Nueva Guinea en Port Moresby. La amarga lucha continuó en Nueva Guinea entre las fuerzas mayoritariamente australianas y el 18.º Ejército japonés con base en Nueva Guinea hasta la rendición de Japón en[1945.

#### Territorio de Papúa y Nueva Guinea

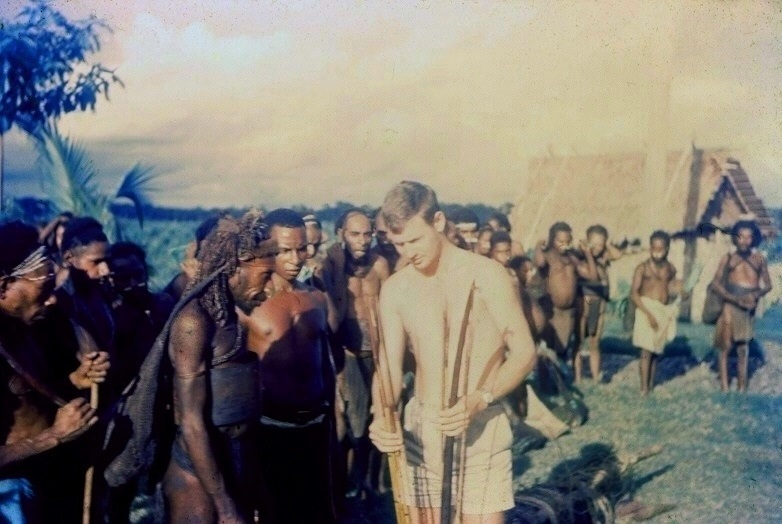
Territorio de Papúa y Nueva Guinea en 1964

Después de la rendición de los japoneses en 1945, la administración civil de Papúa y de Nueva Guinea fueron restauradas, bajo el Acta de Administración Provisional de Papúa Nueva Guinea (1945-1946), Papúa y Nueva Guinea fueron combinadas en una unión administrativa.
Estando como territorios australianos, se fusionan Papúa con Nueva Guinea bajo el Acta de Papúa y Nueva Guinea de 1949 aprobándose formalmente el establecimiento bajo el sistema internacional fideicomisario y confirmándose esta unión administrativa bajo el nombre de Territorio de Papúa y Nueva Guinea. El acta proveyó un Consejo Legislativo (establecido en 1951), una organización judicial, un servicio público y un sistema de gobiernos locales. Una Cámara de Representantes reemplazó al Consejo Legislativo en 1963. En 1972, el nombre del territorio fue cambiado a Papúa Nueva Guinea.

### Independencia
Las elecciones de 1972 dieron paso a la formación de un ministerio dirigido por Michael Somare, quien prometió implantar un gobierno autónomo para más tarde alcanzar la independencia. En efecto, el 1 de diciembre de 1973, Papúa Nueva Guinea pasó a ser dirigida por un gobierno autónomo, y más tarde, el 16 de septiembre de 1975, alcanzó la independencia.
Tras las elecciones nacionales de 1977, Somare fue nombrado primer ministro con el apoyo de una coalición dirigida por el partido Pangu. Sin embargo, su gobierno empezó a perder la confianza del pueblo y fue reemplazado por un nuevo gabinete con Julius Chan como primer ministro.
En las elecciones de 1982 el partido Pangu volvió a ganar popularidad y Somare salió otra vez elegido. Sin embargo, en noviembre de 1985, el gobierno volvió a perder apoyos, lo que dio paso a que Paias Wingti saliese elegido en las elecciones de julio de 1987 con el respaldo de una coalición de cinco partidos. Sin embargo, en julio de 1988, otra vez por falta de confianza, Rabbie Namaliu, quien semanas antes había reemplazado a Somare en la dirección del partido Pangu, pasó a ocupar el cargo de primer ministro.

### Conflicto de Bougainville
Desde 1988 una revuelta independentista ha provocado 20 000 muertes en la isla de Bougainville, hasta su pacificación en 1997. El acuerdo definitivo de paz se firmó en 2001. 

### SigloXXI

#### Conflicto con minoría china
Una pequeña comunidad de etnia china vive y trabaja desde mediados del siglo XX en Papúa Nueva Guinea. Los mercaderes de dicha etnia se establecieron incluso antes de la exploración europea. Durante mayo del 2009 se produjo una revuelta antichina que involucró a una decena de miles de personas. La revuelta comenzó tras conflictos entre papuanos y los inmigrantes asiáticos que trabajaban en una empresa china de níquel. El conflicto visibilizó el resentimiento existente hacia la población china dueña de muchos de los negocios existentes en las islas del país.

#### Terremotos del 2018
Desde marzo a abril del 2018, una cadena de sismos sacudieron al territorio de Papúa Nueva Guinea, causando muchos daños a nivel de la ya precaria infraestructura. Varias naciones de Oceanía acudieron en ayuda del país, destacando principalmente Australina, Filipinas y Timor Oriental.